# 王豫 (萬曆進士)
王豫（1543年—？），字介夫，號槐庭，浙江湖州府烏程縣人，民籍，明朝政治人物。

## 生平
萬曆四年（1576年）丙子科浙江鄉試第五名，萬曆五年（1577年）丁丑科會試第八十二名，登二甲第二十六名進士。为工部主事，榷荆关，升员外郎，十年六月出为福建佥事。治巫蛊以除民害，犯缙绅忌，坐免归。讲学四方，应桐川聘，方演艮卦，即于讲堂坐逝，祀乡贤。

## 著作
《周易翼》、《四書翼》、《识大録》、《得一篇》、《屯田稿》、《随槎集》、《楚游客问》。

## 家族
曾祖王完；祖父王松；父王來聘。母陳氏。具庆下。兄王復、王师、從兄王谦（萬曆己丑進士）。弟王随、王鼎、王晋、王涣、王震（萬曆辛卯舉人）。子王道元，万历三十五年进士。